# Pine Bluffs
Pine Bluffs är en småstad (town) i Laramie County i sydöstra Wyoming. Staden hade 1 129 invånare vid 2010 års folkräkning.

## Geografi
Pine Bluffs ligger 68 kilometer öster om Wyomings delstatshuvudstad Cheyenne och gränsar i öster direkt mot delstaten Nebraska.

## Historia
Platsen var före nybyggarnas ankomst hem för flera olika stammar av ursprungsamerikaner, och arkeologiska utgrävningar i trakten har visat på flera spår av tidigare invånare. Före järnvägens ankomst var platsen känd som Rock Ranch bland nybyggarna, men Union Pacifics lantmätare döpte orten till Pine Bluffs 1868 när den Transamerikanska järnvägen byggdes här. Vid denna tid bestod Pine Bluffs av ett par skjul och ett tält. Boskapsfösarna förde sina hjordar längs Texas Trail som gick genom platsen, och en stor lastplats för boskap anlades vid järnvägen 1884. Staden fick tidigt modern gasbelysning och blev känd för detta i början av 1900-talet.

## Kommunikationer
Den stora öst-västliga motorvägen Interstate 80 och den gamla landsvägen U.S. Route 30 går genom staden. Union Pacifics järnvägslinje, som idag huvudsakligen används för godstrafik, går också genom staden.